# Car-Histo-Bus
Car-Histo-Bus est une association, fondée en 1986 à Albi. Elle a pour objet de faire connaitre l’histoire des transports en commun routiers par différents moyens, notamment l’édition d’un bulletin interne et d’ouvrages, mais participe également à la préservation du patrimoine en étant propriétaire de deux autobus.

## Histoire
L’association Car-Histo-Bus est déclarée à la préfecture du Tarn le 19 juin 1986 sous le numéro 19860029. Elle a pour objet de faire connaître l’histoire des transports en commun routiers par tous moyens, en particulier, la sauvegarde et le rassemblement de véhicules. Une première collection voit alors le jour, avec la préservation d’un premier autocar, un Saviem-LRS R 2191 M de 1960, récupéré auprès des autocars Bécardit. 

## Présidents
Depuis la fondation de l’association en 1986, quatre présidents se sont succédé à sa tête. 
| Identité           | Prise de fonctions | Fin de fonctions | Notes                               |
| ------------------ | ------------------ | ---------------- | ----------------------------------- |
| Clément Quantin    | 30 mai 2024        | Mandat en cours  | Président actuel (au 1er juin 2024) |
| Martial Leroux     | 30 juin 2018       | 30 mai 2024      |                                     |
| Philippe Beaussier | 17 avril 2014      | 30 juin 2018     |                                     |
| Martial Leroux     | 2005               | 17 avril 2014    |                                     |
| Jacques Vaisson    | 24 février 1990    | 2005             | Président d’honneur                 |